# Коленхіма

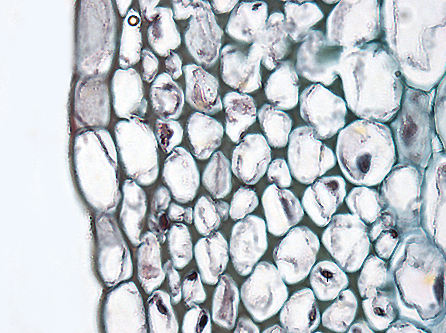
Поперечний переріз через клітини коленхіми

Коленхі́ма (лат. collenchyma, від грец. κολλα — «клей» + έγχυμα — «включення») — жива механічна тканина у рослин, яка розташовується безпосередньо під епідермісом.
Клітини коленхіми характеризуються нерівномірним потовщенням стінок, за рахунок чого вони можуть виконувати опорну функцію. Характерне потовщення стінок клітин коленхіми носить назву «потовщення коленхіматозного типу». Залежно від характеру потовщень і з'єднання клітин між собою, розрізняють три типи коленхіми:
- Кутова — найбільш розповсюджений різновид, в ній оболонка сильно потовщується в кутах, де сходяться сусідні три-п'ять клітин. Потовщені частини оболонок зазвичай зливаються між собою так, що границі клітин виявити важко.
- Пластинчаста — характерна тим, що в ній суцільними паралельними шарами товстішають тангенціальні стінки, радіальні ж залишаються тонкими. Частіше за все ці шари паралельні поверхні органу.
- Пухка — потовщення її оболонок зустрічаються на тих ділянках стінок, які примикають до міжклітинників.